# Édouard de Laveleye
Edouard Emile Albert baron de Laveleye (Gent, 22 oktober 1854 - 23 november 1938) was een Belgische voetbalbestuurder die in Luik het diploma van mijningenieur had behaald. Beroepshalve was hij secretaris van het Comptoir des  Aciéries belges. Hij ondernam prospectiereizen in de Verenigde Staten en in Latijns-Amerika, met het oog op mogelijke investeringen.

## Familie
Hij was de enige zoon van de economist Emile de Laveleye (1822-1892) en van Marie Prisse (1826-1907). Hij trouwde in 1879 in Upper Norwood (Engeland) met Florence Wheeler (1858-1926). Ze kregen drie dochters, waarvan slechts één trouwde, en twee zoons. Henri (1887-1888) overleed vroeg. Emile (1880-1916) sneuvelde in Voormezele tijdens de Eerste Wereldoorlog. Hij was in 1912 in Londen getrouwd met de Engelse Dora Newchurch en ze bleven kinderloos. Met hem doofde de familietak uit.

## Voetballer
Hij beoefende verschillende sporten, waaronder voetbal. Hij is middenvelder geweest bij FC Luik en doelman bij Leopoldclub.

## Sportbestuurder
Hij was de allereerste bondsvoorzitter van de Koninklijke Belgische Voetbalbond (KBVB). Hij was voorzitter van 1912 tot 1924. 
De Laveleye werd later voorzitter van FC Luik en van Leopoldclub. Hij richtte in 1904 samen met de voetbalbonden van Frankrijk, Denemarken, Zweden, Nederland, Spanje en Zwitserland de FIFA op.
In 1906 was hij medeoprichter en (tot 1923) eerste voorzitter van het Belgisch Olympisch Comité. In die functie organiseerde hij de Olympische Spelen van 1920 in Antwerpen. Van 1913 tot zijn overlijden in 1938 was hij lid van het Internationaal Olympisch Comité.

## Scheidsrechter
Door gebrek aan (bekwame) scheidsrechters in de Belgische competitie leidde hij zelf enkele wedstrijden.